# Govindgarh (ort i Indien, Rajasthan, Alwar)
Govindgarh är en ort i Indien.   Den ligger i distriktet Alwar och delstaten Rajasthan, i den norra delen av landet, 130 km söder om huvudstaden New Delhi. Govindgarh ligger 219 meter över havet och antalet invånare är 10 955.
Terrängen runt Govindgarh är mycket platt. Runt Govindgarh är det tätbefolkat, med 636 invånare per kvadratkilometer. Närmaste större samhälle är Nagar, 13,3 km sydost om Govindgarh. Trakten runt Govindgarh består till största delen av jordbruksmark.